# Glochidion amentuligerum
Glochidion amentuligerum är en emblikaväxtart som först beskrevs av Johannes Müller Argoviensis, och fick sitt nu gällande namn av Léon Camille Marius Croizat. Glochidion amentuligerum ingår i släktet Glochidion och familjen emblikaväxter. Inga underarter finns listade i Catalogue of Life.